# Leucania cana
Leucania cana là một loài bướm đêm trong họ Noctuidae.